# سرطان القلب
سرطان القلب هو شكل نادر جداً من أشكال السرطان والذي ينقسم إلى أورام القلب الرئيسية وأورام القلب الثانوية.

## الأورام الرئيسية
معظم أورام القلب أورام حميدة وهي أورام مخاطية myxomas، وأورام ليفية ملساء fibromas، وأورام العضلة المخططة rhabdomyomas، وأورام خللية النسيج hamartomas، بالرغم من أنه قد عُرف بإمكانية حدوث أورام لحمية أو غرنية خبيثة (مثل الورم اللحمي في وعاء الدم angiosarcoma أو الورم اللحمي القلبي cardiac sarcoma)
وفي دراسة أُجريت على 12,487 جثة للتشريح في هونغ كونغ تم العثور على سبعة أورام قلبية معظمها كانت حميدة. ووفقاً لعيادة مايو:
"في عيادة مايو تتم مُشاهدة حالة إصابة بسرطان القلب بمعدل واحدة كل سنة"

## حالات مشهورة
- سرطان القلب هو سبب مرشح لوفاة كاثرين من أراغون
- إيريك كار، طبال فرقة كيس الموسيقية قد توفي بسبب مضاعفات حدثت نتيجة سرطان القلب، من بينها نزف الدماغ.

## شرح كامل
أورام القلب إما بدئية فيه أو انتقالية أو الاثنين معاً، ومع أنه وصفت عدة أنواع من الانتقالات إلى القلب إلا أن أكثرها شيوعاً الورم القتاميني الخبيث وابيضاضات الدم واللمفومات. أما معالجة الانتقالات فهي معالجة الورم البدئي.
قد تكون أورام القلب البدئية إما سليمة أو خبيثة. وأكثر أورام القلب مشاهدة هي المخاطوم وهي سـليمة عادة. ومع أن كل الأورام القلبية الخبيثة تقريباً هي غرنية sarcoma فإن أكثرها مشـاهدة هو الغرن الوعائي والغرن العضلي المخطط.
ومن المستحيل التمييز بين الورم السليم والخبيث بدون فحص نسيجي لكن الأورام الخبيثة تتظاهر بانتقالاتها أو غزوها أو سرعة نموها. قد يعرف نوع الورم أحياناً بالفحص النسيجي لصمة محيطية 0 وللأورام القلبية الخبيثة البدئية إنذار سيء جداً.
قد ينشأ المخاطوم من السطح الشغافي لأي من الأجواف القلبية، ولكن ينشأ أ كثرها من الأذين الأيسر، وغالباً من من منطقة الثقبة البيضية، وتكون ذات سويقة غالباً. وبصورة عامة فإن عشرة بالمائة من المخاطوم ذات تظاهرات خبيثة، وينشأ عشرة بالمائة في مناطق غير الأذين الأيسر.
قد تكون في الجانبين أحياناً وتتظاهر سريرياً عادة بإحدى ثلاث تظاهرات:
1 - الاضطراب المترقي في وظيفة الصمام التاجي والذي يسبب نقصاً في تحمل الجهد وزلة جهدية ووذمة رئة ونوب غشي أو قبيل الغشي.
2 - حادث وعائي دماغي أو انسداد شريان جهازي مهم من الصمات.
3 - التظاهرات الجهازية والتي منها الحمى ونقص الوزن وألآلام المفصلية والوهن وفقر الدم أو ظاهرة رينو Phenomenon Raynaud's .
إذا تداخل مخاطوم الأذين الأيسر في وظيفة الصمام التاجي فقد تحدث نفخة انقباضية قلسية. وقد تسمع نفخة تشبه نفخة التضيق التاجي نتيجة انسداد فوهة الصمام بالورم أثناء الانبساط، وقد تتغير شدة النفخة بتغير وضعية جسم المريض، وقد يسمع صوت مبكر في الانبساط يسمى (الطجة الورمية) لا ناجمة عن تحرك الورم باتجاه البطين الأيسر في بدء الانبساط.
قد ترتفع سرعة التثفل وعدد الكريات البيض والغاماغلوبولين. ولم يتضح سبب هذه التظاهرات الجهازية ولكن قد تكون ناجمة عن إفرازات من الورم أو عن نواتج تنخر الورم أو عن ارتكاسات مناعية.
يشخص المخاطوم القلبي بالأمواج فوق الصوتية عادة، إذ يظهر التصوير ثنائي البعد موضع الورم وحركته مع الدورة القلبية. وليس من الضروري عادة إجراء قثطرة وتصوير أجواف القلب إذا أثبت التشخيص بالوسائل غير الباضعة، وإذا خشينا من حدوث صمات ورمية.
يجب استئصال المخاطوم القلبي جراحياً عند تشخيصه. وقد ينكس الورم أو يحدث ورم آخر في عدد قليل من المرضى. قد يتصرف المخاطوم القلبي أحياناً كورم خبيث بما يحدثه من انتقالات.
يبدا الشك بوجود اورام قلبية (Cardiac tumors) عند ظهور اعراض معينة، كلها أو بعضها:
ا. اعراض تتعلق بانفصال مركب من الورم، أو خثرة تكونت على سطحه، وانجرافه في تيار الدم (انصمام – embolism)، وانحصاره في شريان يضيق عن استيعابه ومشوشا لتزويد الدم.
ب. اعاقة تدفق الدم في القلب نفسه، والذي قد يظهر كضيق تنفس، وذمة (Edema)، دوخة أو اغماء، وهو ما قد يحدث في وضعيات جسمانية معينة.
ج. ميل مكثف لاضطرابات قلبية.
د. اعراض عامة، مثل الحمى وانخفاض الوزن.
بعض الاعراض مشتركة لامراض عدة، الامر الذي قد يصعب تشخيص المرض. بشكل عام، يتم تحديد التشخيص بواسطة تخطيط صدى القلب (Echocardiography)، وهو يعطي بشكل عام كل المعلومات المطلوبة عن الورم. في احيان نادرة، تكون هنالك حاجة إلى وسيلة اضافية أخرى للتشخيص، مثل التصوير بالرنين المغناطيسي (Magnetic resonance imaging - MRI). مع اتساع استخدام فحص تخطيط صدى القلب في العديد من الفحوص المختلفة، يزداد باستمرار عدد الحالات التي يتم فيها اكتشاف الورم القلبي بطريق الصدفة، وبدون ان تظهر اية اعراض.
الاورام القلبية الاولية هي ظاهرة نادرة. وتبلغ نسبة انتشارها في عمليات التشريح ما بعد الموت نحو 0.5%، جزء كبير من بينها هو نتيجة يتم اكتشافها بالصدفة. معظم اورام القلب الاولية هي اورام حميدة (Benign).
الورم الحميد الأكثر انتشارا يسمى الورم المخاطي (Myxoma). الغالبية الساحقة من الاورام المخاطية (90%) تنشا في الاذين الايسر (left atrium). في معظم الحالات (90%) يظهر ورم واحد فقط في القلب. هنالك اعراض ذات ميل عائلي (Carney) يمكن ان تظهر فيها، بالإضافة إلى الورم المخاطي، اورام في الغدد الصم وتجعدات في الوجه. في هذه الحالات من الممكن ظهور عدد من الاورام المخاطية لدى نفس المريض، فضلا عن احتمال كبير لظهور هذه الاورام لدى اقربائه من الدرجة الأولى. ولذلك، يفضل اخضاعهم للفحوصات أيضا. وقد يحاكي الورم المخاطي، في شكل ظهوره، عددا من الامراض الأخرى، مثل التهاب الشغاف (endocarditis)، التهاب الاوعية الدموية وامراض التهابيه أخرى، وخصوصا إذا اخذنا بعين الاعتبار الاعراض العامة (الحمى وانخفاض الوزن)، ازدياد سرعة تثفل الكريات الحمر (اعلى من الطبيعي)، وفقر الدم (انيميا - Anemia). يحتم تحديد التشخيص بالاعتماد على تخطيط عادي لصدى القلب، بالرغم من وجود الحاجة، في بعض الاحيان، إلى إجراء فحص تخطيط الصدى عبر المريء بهدف توضيح مكان اتصال الورم، ولنفي وجود اورام أخرى. منذ اللحظة التي يتم فيها تحديد التشخيص، يفضل اخضاع المريض لعملية جراحية من اجل استئصال الورم، إذ ان خطر حصول الانصمامات يكون كبيرا جدا. احتمال الموت في الجراحة يعتبر من بين الأكثر انخفاضا في جراحات القلب، وذلك لان مقاييس القلب، اداء البطيني فيه والضغوطات فيهما، تكون سليمة في اغلب الاحوال. هناك خطر معين، رغم كونه ضئيلا جدا، لعودة الورم، مرة أخرى، أو تكون ورم جديد، أو لان الاستئصال لم يكن كاملا منذ البداية. ولذلك، يفضل الحرص على المتابعة طويلة الامد بعد الجراحة، والتي تعتمد بالاساس على تخطيط صدى القلب.
الاورام الحميدة الأخرى تشمل الانواع التالية:
ا. Papillary fibroelastoma: ورم شبيه بشقائق البحر، ذو ميل واضح للنمو على الصمامات، ومن المتبع استئصاله خوفا من الانصمام.
ب. ورم شحمي (Lipoma): ورم حميد من اصل نسيج شحمي، غير ضار بشكل عام ولا يحتاج بالضرورة إلى العلاج.
ج. ورم عضلي (Myoma): ورم حميد اصله في عضل، مميز لسن الطفولة، ذو ميزة نموذجية لسد اجزاء من غرف القلب، ولكنه يميل، في الوقت نفسه، إلى الانسحاب (التراجع) التلقائي، ولذلك من المتبع عدم معالجته بالجراحة.
د. ورم ليفي (Fibroma): ورم حميد من مصدر نسيج ضام (Connective tissue). يميل إلى النمو على الفاصل بين البطينين، ويسبب اضطرابا في التوصيل الكهربائي واضطرابات في نظم القلب. يمكن إجراء جراحة لمعالجته، في بعض الاحيان، وهناك من يحتاج إلى زرع قلب في مثل هذه الحالات.
مصدر الاورام الخبيثة الاولية في القلب هو، في الغالب، في خلايا من جدران الاوعية الدموية أو من عضلة القلب. من الصعب، بل حتى من المستحيل، استئصالها. وبشكل عام، فهي لا تستجيب للعلاج بالإشعاع (المعالجة الاشعاعية - Radiation therapy) والعلاج الكيماوي (المعالجة الكيميائية - Chemotherapy). الورم ذو الفرص الأكبر والأفضل للشفاء هو الورم الشحمي الاولي للقلب، والذي زاد انتشاره في العقود الاخيرة بسبب كونه شائعا بين المرضى المصابين بفيروس HIV (المسبب لمرض الايدز – AIDS).
النقائل (Metastases) إلى القلب هي أكثر شيوعا من الاورام الاولية، وهي تظهر بنسبة 1% تقريبا من عمليات التشريح بعد الموت. مع ذلك، فان معظمها من اماكن في محيط القلب، ولا تسبب اعراضا بنفسها. في عدد قليل من الحالات يمكن ان تظهر اعراض وعلامات مثل النبض السريع، اضطرابات في نظم القلب، تضخم القلب وقصور القلب. يصاحب النقائل، بشكل عام، تكون كميات متزايدة من السائل حول القلب. من النادر ان يكون القلب العضو الوحيد الذي وصلت اليه النقلية، إذ تظهر النقيلات في الغالب في أعضاء أخرى أيضا. الاورام التي من المرجح وجود نقائل منها في القلب هي: الورم الميلانيني الخبيث (Malignant melanoma)، سرطان الدم (Leukemia) والسرطان اللمفي (Lymphoma). وبالإضافة إلى الانتشار النقيلي، من الممكن ان تدخل الاورام إلى القلب بطريقة الانتشار المباشر من أعضاء مجاورة، بالاساس من الرئتين والثديين.